# Орцинуови
Орцинуо̀ви (на италиански: Orzinuovi, на източноломбардски: i Urs Nöf, и Урс Ньоф) е град и община в Северна Италия, провинция Бреша, регион Ломбардия. Разположен е на 81 m надморска височина. Населението на общината е 12 658 души (към 2013 г.).